# Villa Rumipal
Villa Rumipal é um município da província de Córdova, na Argentina.